# Marit van Eupen
Marit van Eupen, née le 26 septembre 1969 à Arnhem, est une rameuse néerlandaise. 

## Palmarès

### Jeux olympiques
- 2008 à Pékin,  Chine
  -  Médaille d'or en deux de couple poids légers
- 2004 à Athènes,  Grèce
  -  Médaille de bronze en deux de couple poids légers

### Championnats du monde
- 2007 à Oberschleißheim,  Allemagne
  -  médaille d'or en skiff poids légers
- 2006 à Eton,  Royaume-Uni
  -  médaille d'or en skiff poids légers
- 2005 à Gifu,  Japon
  -  médaille d'or en skiff poids légers